# Pancakarya (Tempuran)
Pancakarya is een bestuurslaag in het regentschap Karawang van de provincie West-Java, Indonesië. Pancakarya telt 4039 inwoners (volkstelling 2010).